# Gregor Schmerlin
Gregor Schmerlin (Pseudonyme: Publius Vigilantius, ab 1506 auch Bacillarius Axungia; * 1485 in Straßburg oder in Surburg im Bistum Straßburg; † Juli 1512 zwischen Wimpfen und der Ravensburg bei Sulzfeld) war ein deutscher Humanist und Hochschullehrer.

## Leben
Schmerlins frühe Ausbildung ist weitestgehend unbelegt. Mitunter wird vertreten, dass er an der Universität Tübingen studiert habe, hierzu sind jedoch keine passende Matrikel aufzufinden. Dagegen gibt es einen Eintrag in den Matrikel der Universität Heidelberg vom 20. Juni 1500 („Georgius Schmerlin Surburgensis Argentinensis dioc.“), der auf ihn passen könnte. 1505 war er an der Universität Erfurt immatrikuliert (unter dem selbst gewählten, in der Matrikel schwer lesbaren Pseudonym „Gregorius ‘Aramannus’ (lies: Aruinianus) Torquacius ‘etBenarius’ (lies: Februarius) Trebocus poeta et orator“). Auf einem Sixtus Tucher gewidmeten Einblattdruck von Hans Baldung mit einem Holzschnitt des Heiligen Rochus von 1505 ist eine Ode des Dichters „Gregorii Aruiniani Torq[ua]tii Februarii Trebotis“ abgedruckt, der mit ihm identisch sein dürfte.
Schmerlin erhielt, auf Veranlassung von Bischof Dietrich von Bülow, zum Jahr 1506 einen Ruf als ordentlicher Professor der Beredsamkeit an die neugegründete Universität Frankfurt (Oder). Noch bevor die Universität im April eröffnet wurde, begann er bereits im Januar erste Vorlesungen zu halten. Er lehrte dort auch Poetik. Neben dem Neffen des Bischofs Joachim von Bülow zählten unter anderen Ulrich von Hutten und Heinrich Brumann zu seinen Schülern.
Schmerlin und Johannes Aesticampianus bewirkten einen guten Ruf für die neue Universität. Schmerlin wollte jedoch sein Griechisch aufbessern und ging mit Unterstützung des Kurfürsten Joachim, der ihn wohl als Lehrer für seinen Sohn Joachim II. vorgesehen hatte, und des Kanzlers der Hochschule auf die Reise nach Italien. Zwischen Wimpfen und der Ravensburg bei Sulzfeld wurde der 27-jährige Professor brutal überfallen und von den Räubern umgebracht.

## Publikationen
- Bellica Progymnasmata a Diuo Joachimo Sa. R. Im. Sept. vi. Marchione Brandenburgensi & Henrico Magnopolitano duce Nouirupini celebrata, Jamaer von Hanau, Frankfurt an der Oder, 1512 (Neueditiert durch Jacob Paul von Gundling 1719).
- mit Ulrich von Hutten: Vlrici Hutteni equestris ordinis poetae in Vuedegũ Loetz Consulem Gripesualdensem in Pomerania/ et filiũ eius Henningum Vtr: Juris doctore#[m] Querelarũ libri duo pro insigni quadam iniuria sibi ab illis facta. …, Hanau, Frankfurt an der Oder 1510.
- Publij.Vigilantij.Bacillarij.Axungie poete et oratoris. ad Jllustrissimũ principem Joachimũ. Sacri Ro/mani imperij Archicamerariũ et Electorem Marchionem Brandem=burgensem … Franck=phordiane vrbis ad Oderam.et Gymnasij litterarij introductionis=Ceremoniarũ#[que] obseruatarũ descriptio. Baumgarten, Frankfurt an der Oder 1507.